# Бустах
Буста́х (якут. Буустаах) — крупное пресное термокарстовое озеро на севере Якутии (Усть-Янский район).
Озеро находится на севере Яно-Индигирской низменности на побережье моря Лаптевых. Площадь озера составляет 249 км². Западная часть Бустаха соединяется с озером Тонкай-Кюёль, которое в свою очередь, является истоком реки Суруктах, впадающей в море Лаптевых. Южные и северные берега обрывисты и сильно изрезаны.
Тип питания — снежно-дождевой. С сентября по июнь — покрыто льдом.
Озеро богато рыбными ресурсами.
В Бустах впадают реки Архип-Юряге (Архип-Юрюе) и Бустах-Диринг-Юрюе.